# Papilio paradoxa
Bướm phượng mạo danh thường lớn hoặc bướm mạo danh thường lớn (Papilio paradoxa) là một loài bướm thuộc họ Bướm phượng (Papilionidae). Loài Papilio paradoxa được mô tả năm 1831 bởi Zinken. Loài bướm này có ở Việt Nam.

## Hình ảnh

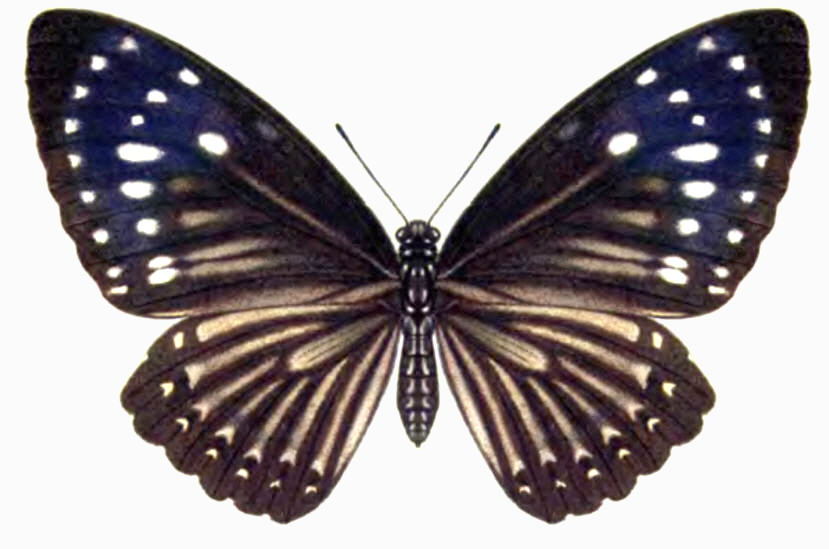
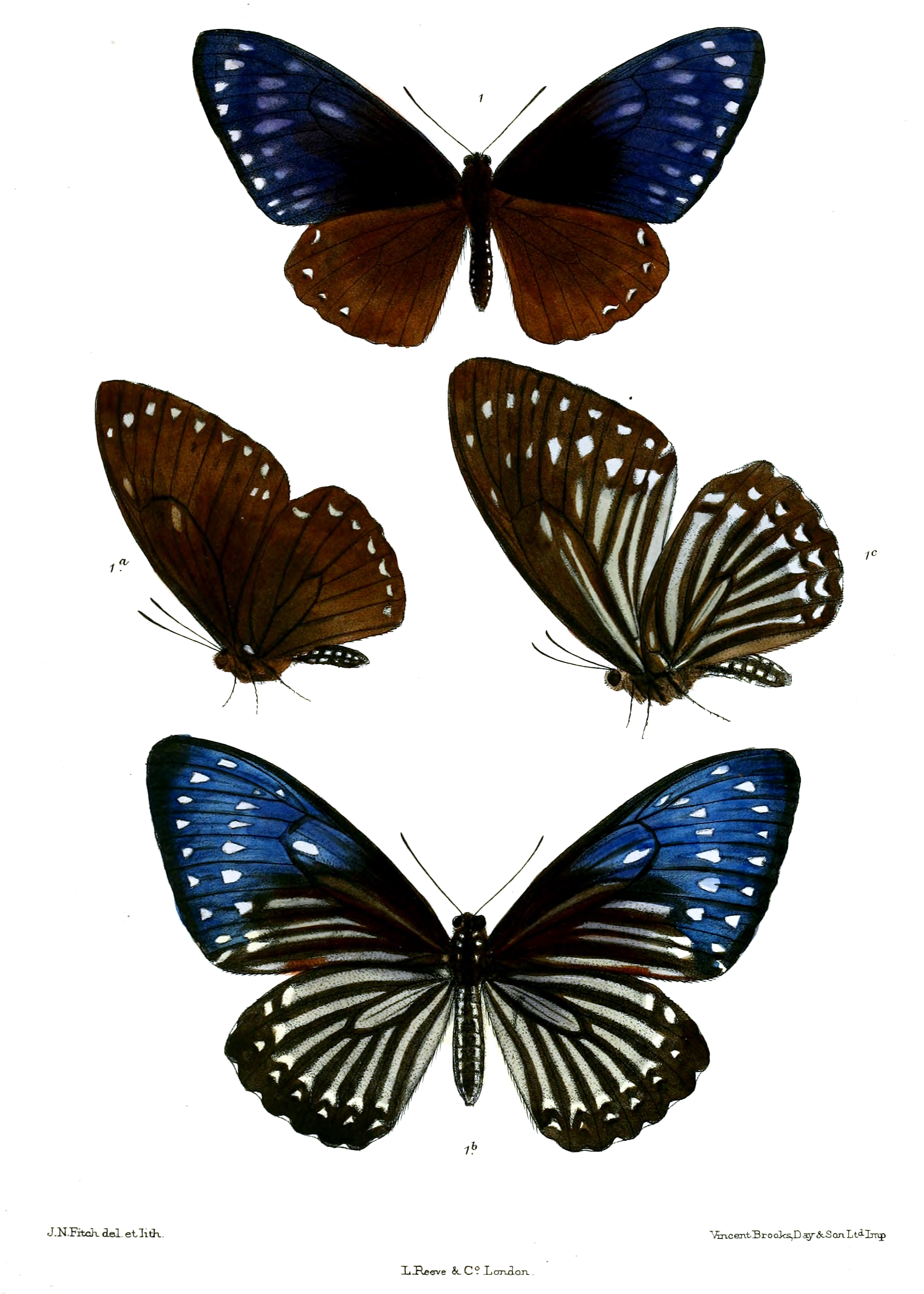